# Уге-хан
Уге-хан (кит. упр. 乌介可汗, пиньинь wujiekehan, палл. Уцзе-кэхань) — каган Уйгурского каганата с 840 года по 846 год. Возглавил остатки каганата, вторгся в Китай и погиб.

## Правление
В 840 13 родов избрали Уге-каганом. Он тут же решил восстановить престиж уйгуров и отбил у кыргызов ханшу-китаянку Тайхэ (太和公主).

### Вторжение в Китай 841—843 год
Собрав уйгуров, Уге повёл из подальше от кыргызов, в Китай. Голодные уйгуры принялись грабить крестьян, каган осадил крепость Тьхянь-дэ. Ли Ши прибыл для переговоров с каганом. После сего министр Чисинь, князья Умус дэлэ и Насечур объявили о желании предаться императору, а Тайхэ, наоборот, рекомендовала признать Уге каганом. Гйеганьгяс просил крепость Чжэньу для кагана и ханши. Ван Хуэй, гвардейский командующий, выдал уйгурам 20 000 мешков хлеба,
В 841 каган собрал армию и, захватив царевну, напал на Юньчжоу, Шофан, опустошил Хэншуй, побил и захватил множество людей; прошёл между Тяньдэ и Чжэньу, и разграбил пастбища. Император начал собирать войска, а Умус договорился с Тай Мэу захватить и казнить, заманив в Тяньдэ, Чисиня; так и получилось. Насечур, собрав до 7.000 юрт аймака Чисяня, ушел на восток в Чжэньу и Датун, и через Черные пески в Ши-вэй (совр. Маньчжурия). Чжан Чжунву, главноуправляющий в Ючжеу, разбил его и покорил его народ. Нагйечжо бежал к Уге, был арестован и убит.
У Уге было войско, оценочно 100 000. У горы Люймэнь-шань он поставил ставку, на юге был Датун. Дэлэ Пангюйчже, Адуньнин и пр., всего четыре аймака, и предводитель Цаомони с 30 000 человек покорились Чжан Чжунву.
В 842 Умус хотел предать кагана. Каган напал на Юньчжоу и император решил, что станет относиться к нему как к врагу. Лю Мянь был разбит в сражении с каганом. Умус с тремя поколениями и 2 000 конницы главного старейшины Дэлэ, явился в Чжэньу и покорился. Умусу дали военный чин и княжеское достоинство Хуайхуа Гюнь-вана, а Тьхяньдэ переименовать в Гуй-и-гюнь. Умус просил оставить его со всем родом в Тайюане, чтобы, служа императору, защищать границы. Император приказал Лю Мянь разместить род его по разным местам в Юньчжоу и Шочжоу.
Хан отправил посланника просить у императора войска для возвращения в степь, и уступить на время город Тяньдэ. Император отказал. Хан с досады ограбил Датунчуань, и, продолжая сражаться, напал на Юньчжоу. Правитель укрепился окопами и не смел выступить. Решено расставить войска от Тайюаня на север. Вскоре Умус явился к императору, и был награждён императорской фамилией Ли. Умус наименован Сычжун, Аличжи назван Сычжен, Сивучжо назван Сыи, Улосы назван Сы-ли, Аййеву назван Хуншунь; последний определен помощником начальника корпуса Гуйигюнь. После сего указано Лю Мянь быть уйгурским надзирателем в южной стороне, Чжан Чжунву надзирателем в восточной стороне, Сычжун управляющим западными дансянами и главнокомандующим против мятежников, на юго-западе полководцу Лю Мянь расположиться лагерем в Яймынь. Ещё указано Хэ Цинчао, правителю в Иньчжоу, и Киби Туну, правителю в Юйчжоу, с заграничными войсками выступить в Чженьу и соединиться с Мянь и Чжун-ву, приближаясь несколько к кочевьям уйгур. Сы-чжун несколько раз далеко заходил в уйгурские кочевья, чтобы уговорить уйгур покориться Китаю. Мянь отделил часть войск шатосцев для усиления Ли Сы-чжуна. Корпус Хэчжунгюнь с 500 конницы усилил Хуншуня. Мянь пошел вперед и расположился в Юньчжоу. Сычжун остановился для охранения большого палисада. Хэй Бин, с корпусом Хэчжунгюнь, вступил в сражение с уйгурами и разбил их.
В 842 году Хун Шунь разбил уйгуров. Мянь и Ши Хун, помощник главноуправляющего в Тяньдэ, с сильною конницею из шатосцев и киби выступили в ночи в Юнь-чжоу, пошли в Маи на пограничное укрепление Аньчжунсай. Встретившись с уйгурами, он вступил с ними в сражение и разбил их. Уге тогда подходил к Чжэньу. Хун поспешил вступить в эту крепость; в ночи пробил отверстие в стене, чрез которое вышел, и вступил в жаркое сражение. Уге в страхе отступил. Хун преследовал его до гор Шаху-Шань. Уге, израненный, обратился в бегство. Хун встретился с царевною и возвратился с нею. Он покорил Дэлэ и прочих, всего несколько десятков тысяч, взял весь обоз и жалованные императором грамоты.

### Смерть
Разбитый каган бежал в степь, где нашёл убежище у племени Хэйчэцзы (вероятно, дословный перевод с тюркского на китайский, значит «Чёрная телега»). Хун Шунь (弘順) отправил подарки «чёрнотележным» и те убили Уге. В основном уйгуры пришли в Ючжоу и сдались, другие пали от голода и болезней, многих захватили «чёрнотележные».
В 846 остатки уйгур избрали каганом Энянь дэлэ-хана, младшего брата Уге-хана.